# Xã Hutton, Quận Coles, Illinois
Xã Hutton (tiếng Anh: Hutton Township) là một xã thuộc quận Coles, tiểu bang Illinois, Hoa Kỳ. Năm 2010, dân số của xã này là 919 người.